# تسخملیسخیدی
تسخملیسخیدی (گرجی: ცხემლისხიდი) یک روستا در شهرداری ازورگتی ناحیه گوریا در غرب گرجستان است.